# David Koudougou
David Koudougou (ur. 1 sierpnia 1972 w Tenkodogo) – burkiński duchowny rzymskokatolicki, biskup Tenkodogo od 2025. 

## Życiorys
Święcenia kapłańskie przyjął 14 lipca 2001.
6 lutego 2025 papież Franciszek mianował go biskupem diecezjalnym Tenkodogo. Sakry udzielił mu 24 maja 2025 arcybiskup metropolita senior Wagadugu, kardynał Philippe Ouédraogo. 